# سنت ترینیان (فیلم)
سنت ترینیان (به انگلیسی: St Trinian's) فیلمی کمدی محصول سال ۲۰۰۷ و به کارگردانی الیور پارکر و برانابی تامپسون است. در این فیلم بازیگرانی همچون روپرت اورت، کالین فرث، راسل برند، تلولا رایلی، لینا هیدی، جما آرترتون، جونو تمپل، پالوما فیت، تمسین اگرتون، آنتونیا برناث، کاترینا مورینو، سلیا ایمری، جودی ویتاکر، استیون فرای، توبی جونز، آنا چنسلر، لوسی پانچ و میشا بارتون ایفای نقش کرده‌اند.
این فیلم بر اساس کتاب مدرسه سنت ترینیان نوشته رونالد سرل ساخته شده است.
دنباله این فیلم سنت ترینیان ۲: افسانه طلای فریتون (۲۰۰۹) است.